# 阜通駅
阜通駅（ふつうえき）とは中華人民共和国北京市朝陽区に位置する北京地下鉄14号線の駅である。

## 駅構造

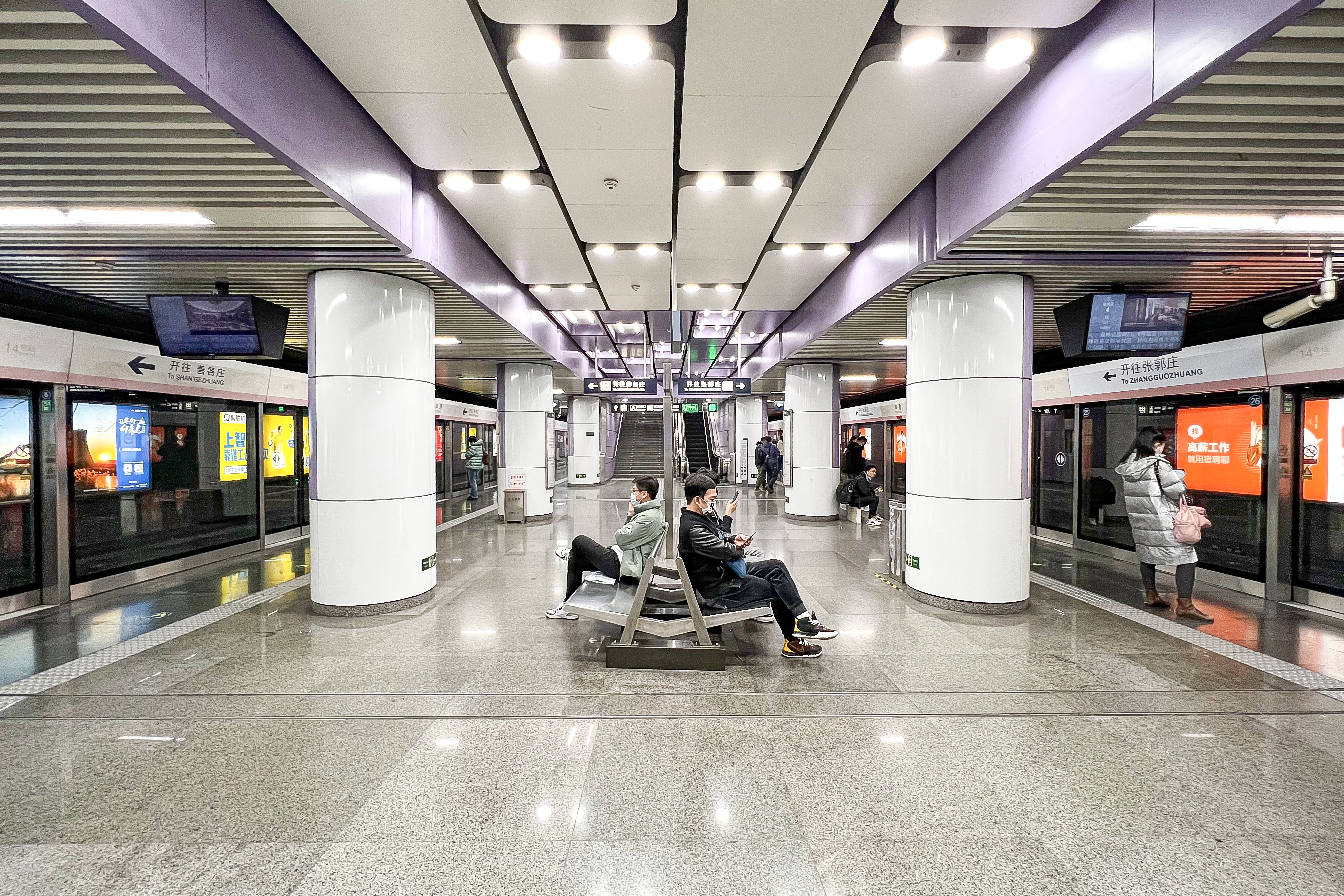
ホーム

島式ホーム1面2線を有する地下駅。開業当初からホームドア設置。

## 駅周辺
- 大西洋新城
- 都市心海岸雅園

## 歴史
- 2014年12月28日 - 北京地下鉄14号線が開業。

## 隣の駅
北京地下鉄
■14号線
望京南駅 - 阜通駅 - 望京駅